# 2014 у музиці
Ця стаття присвячена музичним подіям 2014 року.

## Річниці
- 17 січня — 145 років з дня смерті композитора О. С. Даргомижського
- 3 лютого — 205 років з дня народження композитора Ф. Мендельсона
- 5 лютого — 80 років з дня народження  співачки В. Ф. Арканової
- 23 лютого

- 80 років з дня народження композитора Е. П. Крилатова
- 80 років з дня смерті композитора Е. Елгара

- 25 лютого — 100 років з дня народження композитора А. І. Островського
- 1 березня — 110 років з дня народження музиканта Г. Міллера
- 8 березня — 145 років з дня смерті композитора Г. Берліоза
- 14 березня — 210 років з дня народження композитора І. Штрауса (батька)
- 18 березня — 170 років з дня народження композитора Н. А. Римського-Корсакова
- 19 березня — 65 років з дня народження естрадного співака В. Я. Леонтьєва
- 21 березня

- 175 років з дня народження композитора  М. П. Мусоргського
- 125 років з дня народження естрадного артиста А. Н. Вертинського

- 30 березня — 60 років з дня народження естрадної співачки Л. Вайкулє
- 14 квітня — 255 років з дня смерті композитора Г. Ф. Генделя
- 15 квітня — 65 років з дня народження естрадної співачки А. Б. Пугачової
- 29 квітня — 115 років з дня народження музиканта Д. Еллінгтона
- 1 травня — 110 років з дня смерті композитора А. Дворжака
- 4 травня — 100 років з дня народження композитора М. Г. Фрадкіна
- 5 травня — 195 років з дня народження композитора С. Монюшко
- 9 травня — 90 років з дня народження композитора Б. Окуджави
- 18 травня — 100 років з дня народження співачки А. М. Баянової
- 22 травня — 90 років з дня народження співака Ш. Азнавура
- 31 травня — 205 років з дня смерті композитора Й. Гайдна
- 1 червня — 210 років з дня народження композитора М. І. Глінки
- 3 червня — 115 років з дня смерті композитора І. Штрауса (сина)
- 6 червня — 145 років з дня народження композитора З. Вагнера
- 10 червня — 85 років з дня народження естрадної співачки Л. Г. Зикіної
- 20 червня — 195 років з дня народження композитора Ж. Оффенбаха
- 11 червня — 150 років з дня народження композитора Р. Штрауса
- 2 липня — 300 років з дня народження композитора К. В. Глюка
- 3 липня — 150 років з дня народження музиканта М. Є. П'ятницького
- 30 липня — 100 років з дня народження хорового диригента П.І. Муравського
- 24 серпня — 175 років з дня народження композитора Е.Ф.Направника
- 8 вересня — 65 років з дня смерті композитора Р. Штрауса
- 9 вересня — 30 років з дня смерті піаністки Р. Горовиць
- 13 вересня — 90 років з дня народження композитора М. Жарра
- 25 вересня — 60 років з дня народження музикознавця Г Ганзбурга.
- 17 жовтня — 165 років з дня смерті композитора Ф. Шопена
- 5 листопада — 25 років з дня смерті піаніста В. Горовиця
- 9 листопада — 85 років з дня народження композитора А. Н. Пахмутової
- 14 листопада — 90 років з дня народження композитора Л. Б. Когана
- 19 листопада — 75 років з дня народження фаготиста Г. А. Абаджяна
- 20 листопада — 120 років з дня смерті композитора  А. Г. Рубінштейна
- 24 листопада — 80 років з дня народження композитора А. Г. Шнітке
- 28 листопада — 185 років з дня народження композитора А. Г. Рубінштейна
- 29 листопада — 90 років з дня смерті композитора Дж. Пуччіні

## Засновані колективи
- Dreamcatcher
- GOT7
- Lip Service
- Oh Wonder
- Mamamoo
- Red Velvet

## Колективи, які розпалися
- Ляпис Трубецкой
- Beastie Boys

## Померли
- 1 січня: Милан Хорват, хорватський диригент.
- 6 жовтня: П.І. Муравський, хоровий диригент, Герой України.